# Keresztényfalva
Keresztényfalva (románul: Cristian, németül: Neustadt, szászul: Noscht) falu Romániában, Brassó megyében. Keresztényfalva község központja, és egyetlen beosztott falva. Brassóval határos, a várostól 9 kilométerre nyugatra helyezkedik el. Fejlett, vagyonos, városias kinézetű település, melyet „mintaközségként” tartanak nyilván. Történelmének nagy része alatt lakosságának túlnyomó része szász volt, azonban a 20. század során kivándoroltak: míg az 1930-as években még többségben voltak, 2011-ben már csak a népesség 2%-át tették ki. A Barcaság területén ezen a településen található a legtöbb jó állapotban fennmaradt hagyományos szász ház; fő látványossága a központban álló evangélikus erődtemplom.
A falu neve feltételezhetően egy Christian nevű alapítóra utal. Valószínűleg 1220 körül alapította tíz család, katolikus (a reformáció után evangélikus) nagytemploma 1270 körül épült. Mivel területén kevés legelő, kaszáló van, a legeltetés nem volt jellemző, a falusiak főként mezőgazdasággal és kézművességgel foglalkoztak. A szomszédos Barcarozsnyóval többször volt határvitájuk. A 15–18. századok során többször feldúlták a törökök, tatárok, kurucok; járvány és tűzvész is pusztított a településen. A 19. század második felében az iparosodásnak köszönhetően a település nagymértékű fejlődésnek indult, több gyár épült, és a 21. században is fontos vidéki ipari központnak számít.

## Neve és címere
Magyar és román neve valószínűleg egy Christian nevű alapítóra utal (innen származik a Keresztényhavas neve is), bár megjegyzendő, hogy Benkő József és Orbán Balázs a „keresztény” szóból eredeztetik. Okmányban legelőször 1362-ben jelenik meg Kereztyenfalu néven, majd 1367-ben mint Villa Cristiani és 1377-ben mint Nova Civitas (latinul új város). A 15–19. századokban különböző alakjai tűnnek fel a Keresztényfalva, Neustadt és Nova Civitas elnevezéseknek.
Német Neustadt nevének jelentése „új város”, és valószínűleg a hasonló hangzású „Neustatt” (új hely) kifejezés elferdítéséből ered, ugyanis a település soha nem volt a mai értelemben vett város, és nem rendelkezett városi jogokkal. Feltételezések szerint már a kezdetektől így nevezték, mikor a 13. században a betelepülő a szászok egy „új helyet” választottak ki itt egy közösség létrehozására, és a Neustatt idővel Neustadtra módosult. Az „új” jelzőt egyesek azzal magyarázták, hogy a település későn jött létre, és brassóiak vagy barcarozsnyóiak alapították (fő érvük az volt, hogy igen kis területre van beékelődve az említett két város közé). Azonban a nagytemplom 13. századi román stílusú elemei arra utalnak, hogy a közösség már akkor létezett, amikor a többi környező település (beleértve Brassót) még nem volt annyira fejlett, hogy kolóniákat és leányegyházakat alapítson.
A tölgyleveles, makkos falucímer szóbeli leírása már 1756-ban megjelenik egy egyházi okmányban, első képi ábrázolása egy 1889-ben készült templomi zászlón maradt fenn. Egy kézenfekvő magyarázat szerint a falu határában levő egykori tölgyerdőket és azok gazdasági jelentőségét idézi. Más értelmezés szerint a lakosok „német tölgyekhez hasonló” szabadságára és állhatatosságára utal; ezt az elméletet megerősíti, hogy a templom előcsarnokának falán, a címer alatt Hoffmann von Fallersleben erről szóló versének részlete olvasható:
Wie die Eichen himmelan

trotz den Stürmen streben,

wollen wir auch ihnen gleichen,

frei und fest wie deutsche Eichen

unser Haupt erheben.

## Földrajz

### Fekvése
Határos Brassó városával; a várostól nyugatra fekszik, távolsága a városközponttól légvonalban 9, közúton 13 kilométer. Tengerszint feletti magassága 565 méter. Áthalad rajta a Brassóból a Törcsvári-szoroson keresztül Pitești-ig haladó DN73-as főút, és a Brassó–Zernest-vasútvonal. Gyalogosan megközelíthető Brassópojána felől is, a falutól délkeletre húzódó dombokon áthaladó túraösvényen (Lexen-út).
Térképen legelőször 1536-ban jelent meg, Johannes Honterus Bázelben készült Erdély-térképén.

### Domborzat és geológia
A településtől keletre, délkeletre a Nagy-tölgyes vonulata húzódik, délre pedig kisebb dombok. Dél felé az úgynevezett Lexen-úton keresztül elérhető a Hóvirág-rét (Poiana Cristian, Schneebrichtal), a DN1E út mellett. Északra és nyugatra találhatóak a falu sík mezőgazdasági területei. A településen átfolyik a Vidombák, ettől nyugatra pedig egy mesterséges csatornát is létrehoztak a malmok üzemeltetésére, azonban ezt a 20. században megszüntették.
A Barcaságnak ezen a szélén két párhuzamos, délkeleti dőlésű törésében bukkan fel a vékony rétegű triászi mészkő, a tűzálló agyaggal és kőszénnel rendelkező kora jurai (liász) rétegek és a kvarc-homokkő dogger-rétegei. A helyi vízfolyások (Kurmesgrund, Schneebrich, Steinraben felső szakasza) a liász-rétegekben mélyítették völgyeiket. A geológiai felépítés különösen jól látható, ha délkelet felé indulunk; itt egy vékony mészkő-réteg látható (Dornberg), majd fennebb a liászi agyagrétegek.

### Éghajlat
Éghajlata nedves kontinentális, hasonló a szomszédos Brassó, és tágabban az egész Barcaság éghajlatához. Tavasszal és nyáron meleg, nedves, északnyugati szelek fújnak, télen pedig hideg északkeleti szelek. Az évi középhőmérséklet 7,9 °C, a legmelegebb hónap augusztus (18,5 °C), a leghidegebb pedig január (-3,8 °C). Évente átlagban 794 mm csapadék esik, a legszárazabb hónap a február (42 mm), a leginkább esős pedig június (100 mm).

### Flóra és fauna

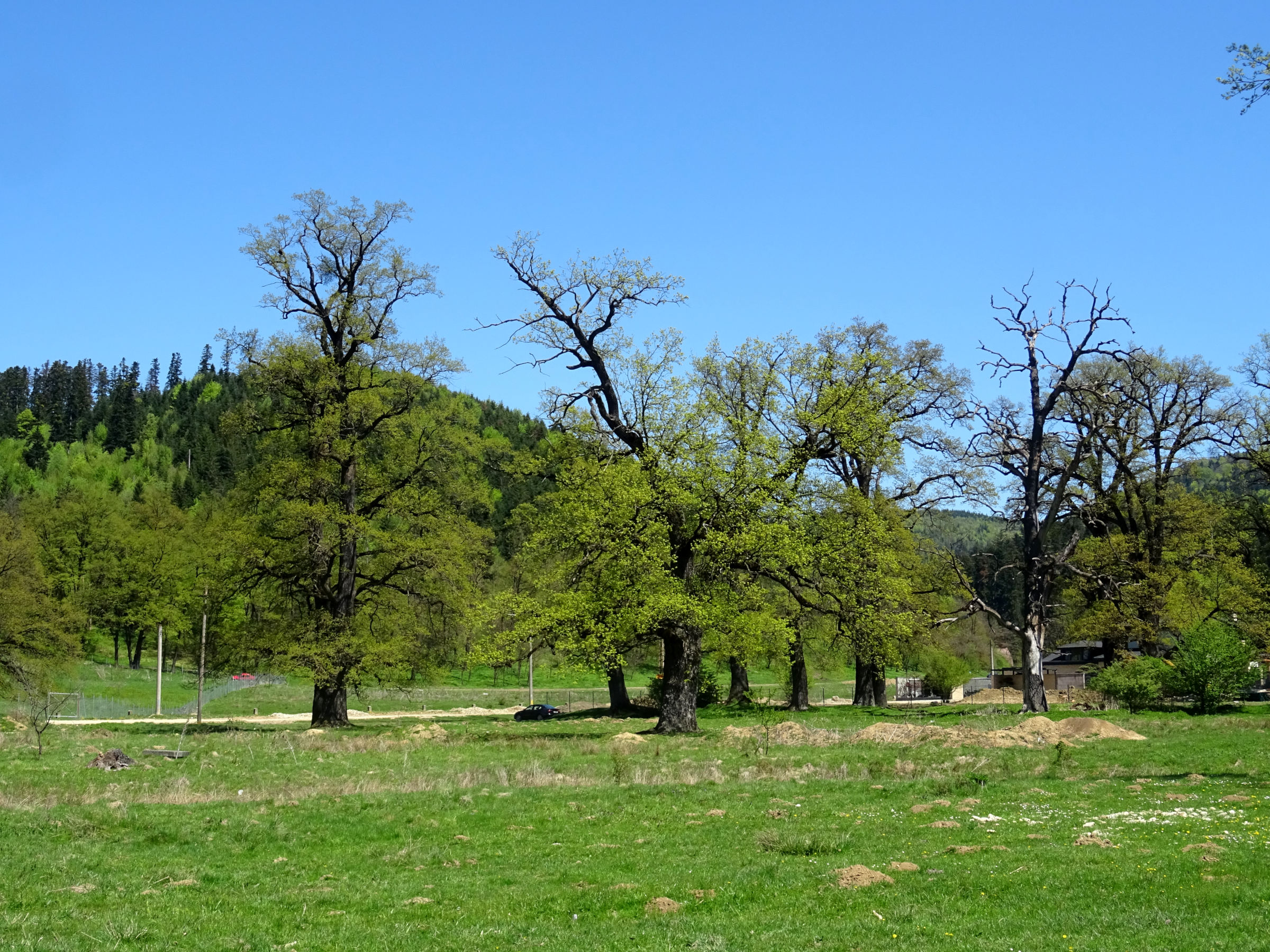
A százados tölgyek

Területét régen vegyes erdők borították, a tölgyerdők a Keresztényhavas oldalától egészen a síkságig nyúltak, azonban ezek nagy részét kivágták, hogy legelőket létesítsenek, és hogy eladják a faanyagot. A 21. század elején már csak néhány százados tölgyfa őrzi az egykori erdők emlékét, a település déli részén (Unter den Eichen). 2010-ben 70 tölgyet természeti emléknek (monument al naturii) nyilvánítottak.
A 20. század végén az erdők 80%-a tűlevelűekből, főleg lucfenyőből állt, és csak 20%-a lombhullató fákból. Az erdőszéleken mogyoró, galagonya, borbolya, bodza, vadrózsa, nadragulya és más cserjék nőnek; az erdei tisztásokon megtalálható a bársonyos rókagomba, boroszlán, málna, vadrózsa, a nedvesebb területeken pedig számos páfrányfaj. Az erdei és mezei virágok sokfélesége a 20. században nagymértékben csökkent a mezőgazdasági permetezés, másrészt az ipari szennyezés miatt. Az erdei virágok közül megemlíthető a sáfrány, kankalin, hóvirág, májvirág, ibolya, jácint; a mezeiek közül a margaréta, szegfű, zsálya, árvácska, boglárka.
A nagyvadakat a barnamedve, szarvas, őz, vaddisznó képviseli, de élnek itt farkasok, rókák, mókusok, nyulak, hörcsögök is. A madarak közül előfordul a holló, varjú, szarka, bagoly, vadgalamb, de időnként látható kakukk, harkály, rigó, pacsirta is.

## Története
Területét már a neolitikumban is lakták; régészeti feltárások egy újkőkorszaki, egy késő bronzkori, és egy római kori település nyomait is azonosították. A főbb leletek között megemlíthető 12 sarló, egy 240 körül keletkezett dák vas amulett, és egy római bronztál (ez utóbbi a Brukenthal-múzeumban van).
A falut valószínűleg 1220 körül alapította tíz család, Szent Miklósnak szentelt katolikus (a reformáció után evangélikus) nagytemploma 1270 körül épült. Írásban legelőször 1362-ben említik Kereztyenfalu néven, Nagy Lajos augusztus 28-án kelt kiváltságlevelében. Egy 1378-as okmány szerint a brassói tartomány bizottsága úgy határozott, hogy Keresztényfalva (Nova Civitas) három egész és három nyolcad „fizetőházzal” (Zahlhaus, latinul domus numeralis) rendelkezzen (ez az egyes vidékek adózóképességét mutatta meg; Brassó tartományt száz domus numeralisra osztották, melyből Brassó városára 37 jutott, az egyes településekre pedig 2 és 9 között).
A 14. század végéről és a 15. század elejéről több oklevél is utal a keresztényfalvi malom jövedelmére, amelyet Nicolaus de Kereztyenfalu leszármazottai kaptak. Egy tűzvész után a malmot a közösség újjáépítette, és bevételének egy részét az erődtemplom építésére fordították (pro fabrica ecclesiae). A templomerőd ovális alaprajzával arra utal, hogy ez volt a Barcaság egyik legrégebbi ilyen építménye a szászhermányi és a prázsmári mellett, és nagy mérete a középkori közösség jólétére és vagyonára enged következtetni. Az 1421-es török betörés alkalmával Keresztényfalva volt azon kevés szász erődök egyike, mely ellenállt az ellenséges ostromnak, az 1432-es invázió azonban súlyosan érintette.
Amikor 1427-ben Zsigmond magyar király Brassóban tartózkodott, hogy megszervezze a török elleni védelmet, a keresztényfalviak panaszt tettek nála Brassó városa ellen, mivel a közelmúltban a brassóiak a Keresztényfalvához tartozó hegyi réteken (a mai Brassópojána területén) kezdték legeltetni állataikat. A király végül azt az ítéletet hozta, hogy a legelők „örökre” a városhoz tartozzanak. Bár a keresztényfalviak keresete megalapozott volt, és a Keresztényhavas elnevezés is ősi jogviszonyokra utalt, a helyiek nem tudtak szembeszegülni az akkor már igen erőssé vált várossal. Később a szomszédos Barcarozsnyóval pereskedtek, mivel a rozsnyóiak halastóvá duzzasztottak egy patakot a keresztényfalviak kárára. 1487-ben a brassói tanács elrendelte, hogy a patakot vissza kell terelni a régi medrébe.
1497-ben egy határvita során a brassói bíró és tanácsosok Barcarozsnyónak ítélték a Barca folyó melletti, korábban Keresztényfalvához tartozó területsávot. Mivel egyik falunak sem volt elég bizonyítéka a tulajdonjogot illetően, kiválasztottak tizenkét rozsnyói lakost, akik a helyszínen meg kellett esküdjenek, hogy rozsnyói földön állnak. 1533-ban és 1540-ben is határvitáik voltak Barcarozsnyóval; az előbbi valószínűleg az 1533. tavaszán bekövetkezett nagy árvíz következményeként.
A 16. század közepén Johannes Honterus munkássága folytán a szászok evangélikus hitre tértek, és a templom is evangélikussá vált.

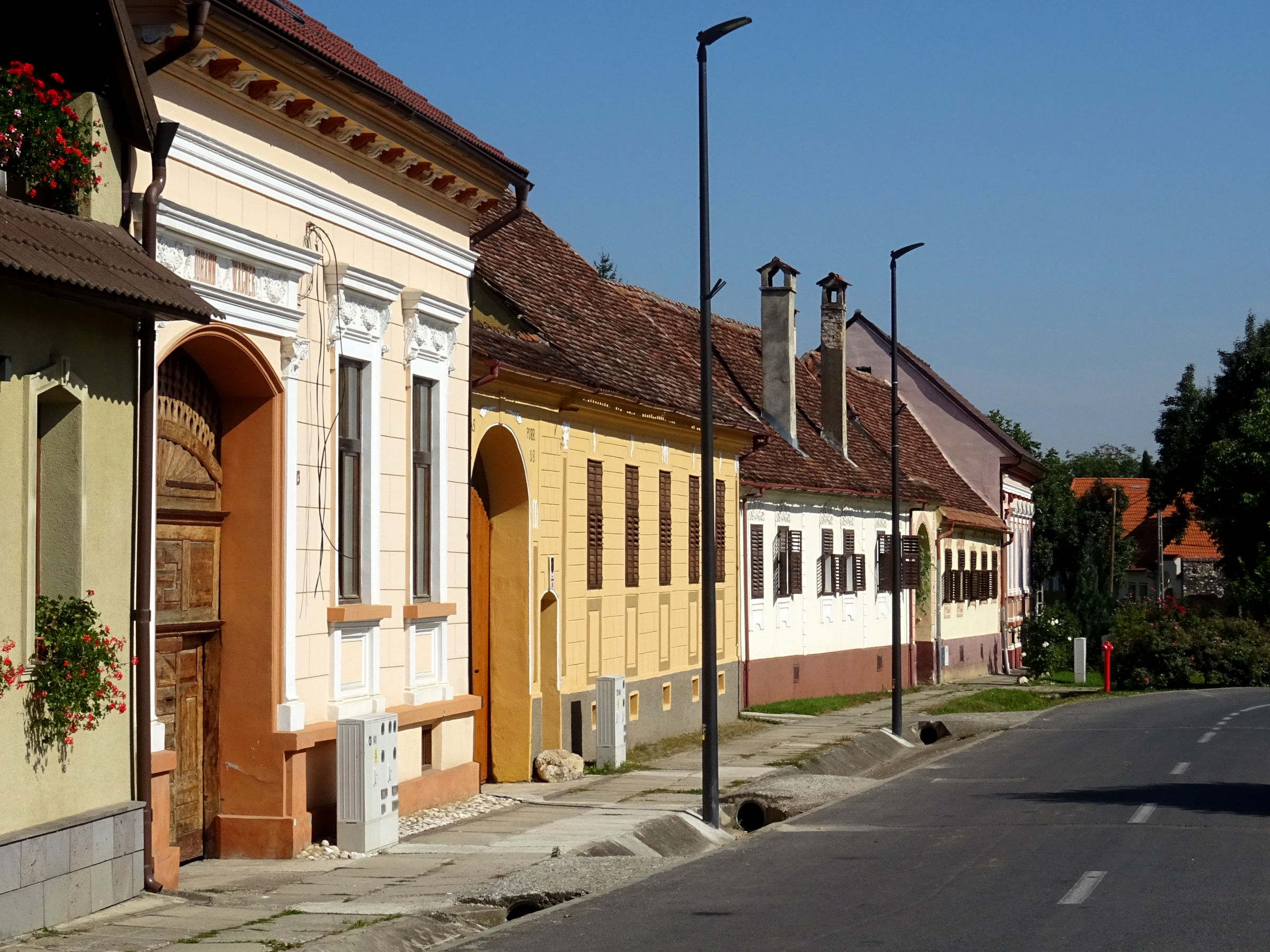
Régi szász házak egy mellékutcában

1600-ban Vitéz Mihály, 1611-ben pedig Báthory Gábor felégette a falut, de a templomerődöt nem sikerült bevegyék. 1612 februárjában ismét megtámadták, Báthory pedig szeptemberig megszállva tartotta a templomerődöt. 1658-ban tatárok dúlták fel, 1704–ben pedig kurucok vették be magukat. 1718–1719-ben pestisjárvány pusztított a faluban, 1760-ban pedig tűzvész, melynek a házak legtöbbje áldozatul esett. 1792-ben megszüntették a templomerődöt körülvevő vizesárkot és egy gesztenyékkel és hársfákkal szegélyezett sétányt hoztak létre; ugyanekkor alapították az új evangélikus temetőt. 1795-ben elkészült a román ortodox kőtemplom a falu északi, románok által lakott részén. 1839–1841-ben az akkor már igen romos evangélikus templomot klasszicista stílusban újjáépítették. 1843-ban, 1847-ben, és 1856-ban újabb tűzvészek pusztították a falut.
A 19. század második felében az iparosodásnak köszönhetően a település nagymértékű fejlődésnek indult és városias kinézetet kezdett ölteni. Mivel nagy mezőgazdasági terület állt rendelkezésre, 1854-ben Friedrich Czell (a későbbi Czell-vállalat alapítója) és sógora, Paul Arzt szeszgyárat majd szeszfinomítót alapított. Ez az 1880-as évekre Erdély délkeleti részének legnagyobb ipartelepévé nőtte ki magát, és a tizenegyedik volt a legtöbb adót fizető magyarországi szeszgyárak közül.
1876-ig Keresztényfalva (a tizenhárom szabad barcasági szász falu egyikeként) Brassó-vidékhez tartozott. Ebben az évben létrehozták Brassó vármegyét, Keresztényfalvát pedig ennek Felvidéki járásába sorolták be. Középületeket emeltek: 1863-ban a falusiak saját erőből kaszárnyát létesítettek, hogy megszabaduljanak a házaikba beszállásolt katonáktól, 1877–1879-ben felépült a kétszintes, eklektikus stílusú iskolaépület, 1891-ben pedig az új evangélikus parókia (Christian Kertsch tervei alapján). 1890–1891-ben megépült a Brassó–Zernest-vasútvonal, melynek Keresztényfalván is van egy állomása. 1898-ban egy hársfát ültettek Johannes Honterus szász reformátor születésének 400. évfordulójára. A villanyt 1911-ben vezették be a településre. 1902-ben román iskola, 1927-ben szász közösségi ház épült (ma kultúrház), 1929-ben a központban felépült a községháza, 1938-ban pedig az art déco stílusú óvodaépület.
A második világháborúban 140 keresztényfalvi szász harcolt a német hadseregben, 1945 januárjától pedig 279 személyt deportáltak a Szovjetunióba (közülük 39 nem tért vissza). A nagytemplom kovácsoltvas csillárja és két templomi emléktábla az első, illetve a második világháborúban elesett, vagy fogságban meghalt keresztényfalviaknak állít emléket.

### Legendák
Egy legenda szerint a falut Christian barcarozsnyói gróf özvegyének telkén alapították. A jótékonykodó asszony tanyája és malma mellett egyre többen telepedtek le, míg végül létrejött egy nagyobb közösség. A legenda egy rokon változatában a gróf egyik fiát hívták Christiannak, de apja kitagadta az örökségből, mert egy rangján aluli lányt vett el. Anyja kárpótlásként egy Vidombák-parti telket és malmot adott neki, és itt alapított családot az ifjú pár. Időközben mind több barcarozsnyói polgár telepedett le a környéken, elhagyva a szívtelen gróf földjeit, míg végül megalapították a falut.
Mint sok más szász településhez, Keresztényfalvához is fűződnek óriásokról szóló mondák. Egyikük alapján a falutól délre emelkedő dombok annak a homokos földnek a maradványai, melyet egy óriásgyerek mérgében a mezőre öntött.
Egy anekdota szerint a Barcarozsnyóval folytatott határvita során a rozsnyóiak úgy esküdtek meg arról, hogy „rozsnyói földön állnak”, hogy a csizmájukba otthoni földet helyeztek. Miután több ilyen eset történt, egy idő után megkövetelték, hogy az ilyen esküt mezítláb tegyék.

## Leírása

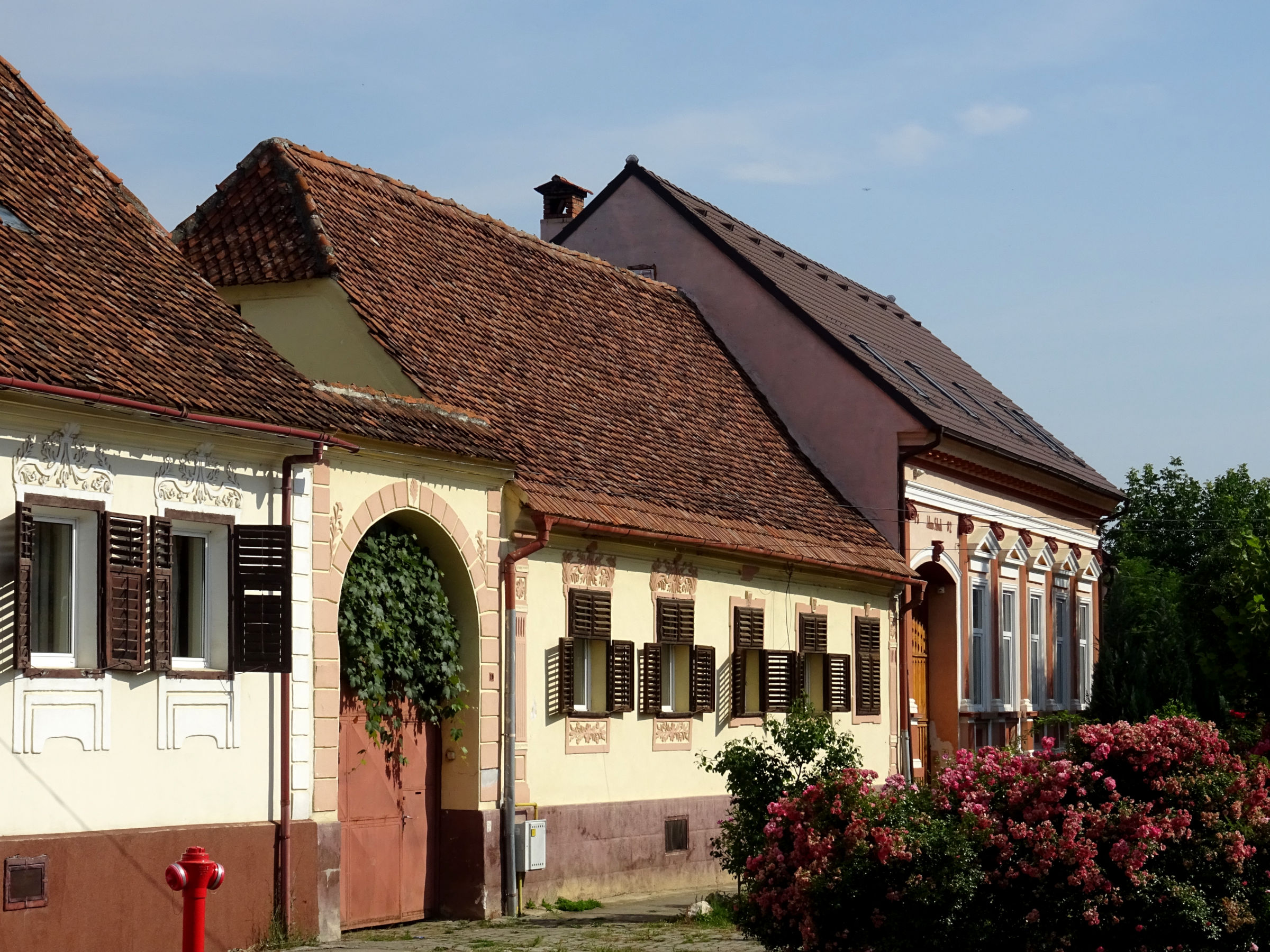
Szász házak

Orbán Balázs a 19. század közepén így írja le: „igen szépen fekszik a Keresztyénhavas fenyves erdők által koronázott előhegyei alján, melyeknek a térben elenyésző részén szabályszerűleg sorakozott kupidomú kerek dombocskák huzódnak el, annyival szebbek, mert sűrün vannak fenyves és bükk erdőkkel benőve, s e díszruhájukban mint megannyi zöld gulák néznek ki. E pontról a Keresztyén havasnak nem csak előhegyei, hanem maga a havas is aljától tetejéig egész nagyszerüségében tűnik fel, eddig nem látott nyugati oldalával és igy már most az teljesen ismerősünk.”
Charles Boner angol utazó szintén a 19. század közepén megjegyzi, hogy „Keresztényfalvának az a híre, hogy egész Erdélyben itt él a legfelvilágosultabb falusi lakosság. (...) A lakosok gazdagok, és ezt azonnal észrevenni, amint belépsz a házakba. Szilárd kőépületek; méreteiket illetően a szobák egész fényűzőek, és a jó bútorzat, a konyhaeszközök bősége, az ágyak tiszta fehér ágytakarókkal – mind könnyed függetlenségre mutatnak. (...) A háztartásokhoz hasonlóan szervezték meg a gazdaságot is: minden ház mögött volt egy nagy udvar, maga a megtestesült rendszeretet. Tágas, magas, cseréppel fedett csűrök zárták le mindegyik udvart, és méretük bizonyította a bőséges termést, amit minden évben el kellett raktározni.”
A települést már a 20. század előtt is a Barcaság mintaközségének tekintették, és máig annak tartják. A Barcaság területén ezen a településen található a legtöbb jó állapotban fennmaradt hagyományos szász ház.
A falu régi kanyargós utcái a Vidombák pataknak és az egykori csatornának köszönhetik nyomvonalaikat, az újak azonban már egyenesek, és a szabályos telkek, merőleges utcák modern urbanisztikai tervezésre utalnak. A szászok főként a központban és a patak melletti utcákban éltek, a románok pedig az északi részen, a patak, a főút, és a Vidombáki út által közrezárt kis háromszögben (itt van az ortodox templom is). Az erődített evangélikus templom a központban, az úgynevezett Nagy téren (román neve Piața Libertății) helyezkedik el; itt épült fel a községháza, az evangélikus iskola és parókia, és az óvoda is. Ettől nyugatra van a Kis tér (Piața Mică, az egykori evangélikus iskolától északra).
Műemlékként tartják nyilván az evangélikus és a régi ortodox templomot, a szász iskola és az egykori szász közösségi ház épületeit, négy lakóházat, továbbá két archeológiai lelőhelyet.

### Népesség
A brassói kerület legelső népszámlálása 1510-ből maradt fenn; ekkor Keresztényfalva a hetedik legnépesebb település volt 124 háztartással, vagyis mintegy 500 lakossal. Az adófizetők legrégebbi névsora 1526-ból származik, és összesen 146 nevet tartalmaz. Ekkor 100 teljes (ganze Zinser) és 40 fél (halbe Zinser) adófizető háztartás és kilenc üres (wüste) ház volt a faluban. Megemlítik még a falutanácsot (Honnen), két pásztort, valamint egy papi majort és egy tanácsházat. 1532-ben a Barcaság legnépesebb faluja volt 118 háztartással, és a települések között hatodik helyen volt Brassó és a négy vásárváros (Prázsmár, Barcaföldvár, Feketehalom, Barcarozsnyó) után.
Románok jelenlétét a 17. században említik meg először; 1680-ban 24 család élt itt. 1790-ben 400 szász háztartást jegyeztek, a románok száma nem ismert. 1838-ban 2325 lakosa volt, melyből 1588 szász, 724 román, 13 magyar. 1910-ben 2994 lakosából 1627 német, 1125 román, 228 magyar; a lakosság 73%-a tudott írni-olvasni és 37%-a beszélt magyarul. Az 1930-as népszámlálásnál még a szászok voltak többségben, azonban a 20. század  második felében már kisebbségbe kerültek, az 1989-es rendszerváltás után pedig kivándoroltak; míg 1977-ben még 1286 német lakos volt, három évtized múlva már száznál is kevesebb. 2011-ben 4490 lakosából 4114 román, 86 német, 77 magyar.
Neves szülöttei: Michael Fronius brassói városkapitány és tanácsos (1675–1728), Hans Hermannstädter sportoló (1918–2006), George Ciucu matematikus (1927–1990).

### Gazdaság

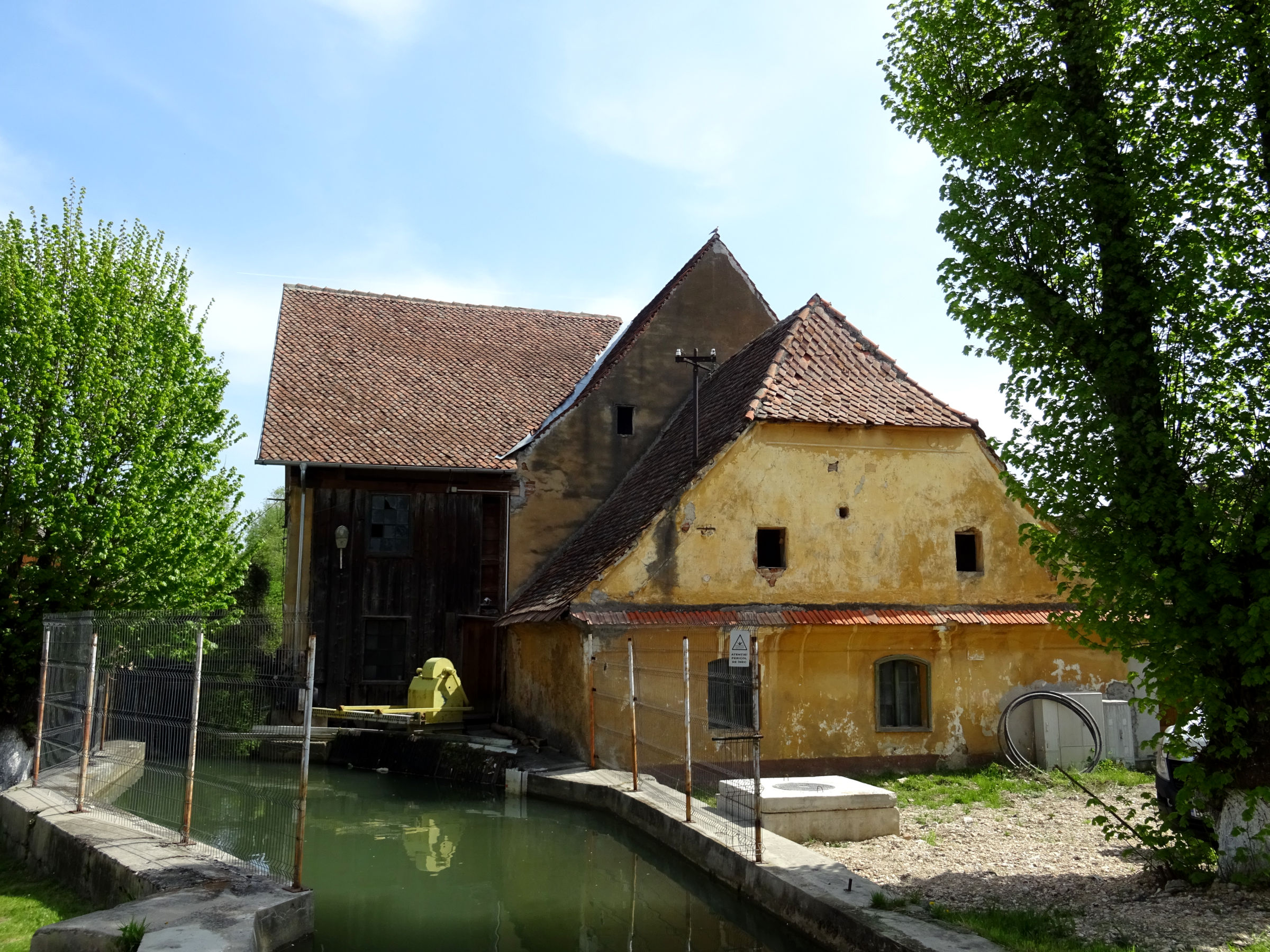
18. századi kallómalom

A kis területű község mindig is híján volt a legelőknek, kaszálóknak (ezért is legeltettek a középkorban a Keresztényhavas alatt), így a legeltetés nem volt jellemző; főként mezőgazdasággal és kézművességgel foglalkoztak. Több malom (kallómalmok, fűrészmalmok) is működött a településen; a legelsőről 1362-ben adnak hírt (ez a templomerőd közelében, a jelenlegi orvosi rendelő helyén volt), a ma álló legrégebbi 1786-ból maradt fenn (turisztikailag azonban nem használják ki). A régi mesterségek közül megemlítik a molnárokat, kovácsokat, szabókat, csizmadiákat, asztalosokat, téglavetőket stb. A számlák szerint a keresztényfalviak számos alkalommal járultak hozzá a brassói védművek építéséhez meszet, téglát, deszkákat szállítva.
A kézművesek közül a sarlókovácsok tűntek ki munkájukkal. A körülmények különösen kedvezőek voltak a kovácsmesterség számára, és a keresztényfalvi kovácsok elsősorban sarlókat készítettek; ennek oka valószínűleg a brassói kovácscéhhel kötött megállapodás volt, hogy ne jelentsenek konkurenciát a brassóiak számára. Egy 1510-ből származó dokumentum szerint egy keresztényfalvi műhely 17 arany értékű sarlót adott el a besztercei Petrus Schulernek, ami az akkori árakat tekintve körülbelül 500 darabot jelentett. 1586-ban a keresztényfalvi céh kiváltságot kapott, amelynek értelmében minden erdélyi vásáron szabadon árulhatták sarlóikat (bár nem lehet tudni, hogy milyen mértékben tudtak élni a privilégiummal, ugyanis a szász székeken a nagydisznódiak birtokolták a sarlóval kapcsolatos kereskedelmi monopóliumot). A 17. század folyamán a sarlókovácsok kereskedelme valószínűleg visszaesett a háborús zűrzavar és az ezzel járó gazdasági hanyatlás következtében.
A 19. században megjelent az ipar; a gazdasági fejlődést nagyban elősegítette a Czell és Arzt által 1854-ben alapított szeszgyár, mely sok munkahelyet teremtett, a gazdák pedig jó áron eladhatták a burgonyát és a takarmánynövényeket. A szeszgyártás melléktermékeként keletkező takarmány a szarvasmarha-tenyésztés fellendülését vonta maga után; ekkoriban több, mint 1000 marhát tartottak, melyeket még külföldre is exportáltak. A szeszgyár mellett szeszfinomító is épült, és az 1880-as években a létesítményt Erdély délkeleti részének legnagyobb ipartelepeként tartották számon; 1883−1884-ben országosan a tizenegyedik helyen volt a legtöbb adót fizető szeszgyárak között. Az 1886-ban kirobbant osztrák–magyar–román vámháború azonban negatívan befolyásolta az erdélyi ipart, a keresztényfalvi Czell-gyárak pedig a 20. század elején megszűntek.
1882-ben tűzálló kerámiát előállító gyárat alapítottak, mely az itt bányászott agyagot használta alapanyagként; ezt többször kibővítették, és egészen a 2000-es évekig üzemelt. 1921-ben deszkagyárat létesítettek.
Az 1970-es években a településen kerámián kívül bútort és betonelemeket is készítettek, és jelentős volt fakitermelése és mezőgazdasága (burgonya, cukorrépa, gabona). A mezőgazdasági földterület ekkor 1766 hektár volt.
1990 után számos gazdasági befektető érkezett és több ipartelepet hoztak létre (Hutchinson, Duvenbeck, Lustic stb); a 2010-es években Románia egyik legnagyobb vidéki ipari központja.

### Oktatás és kultúra

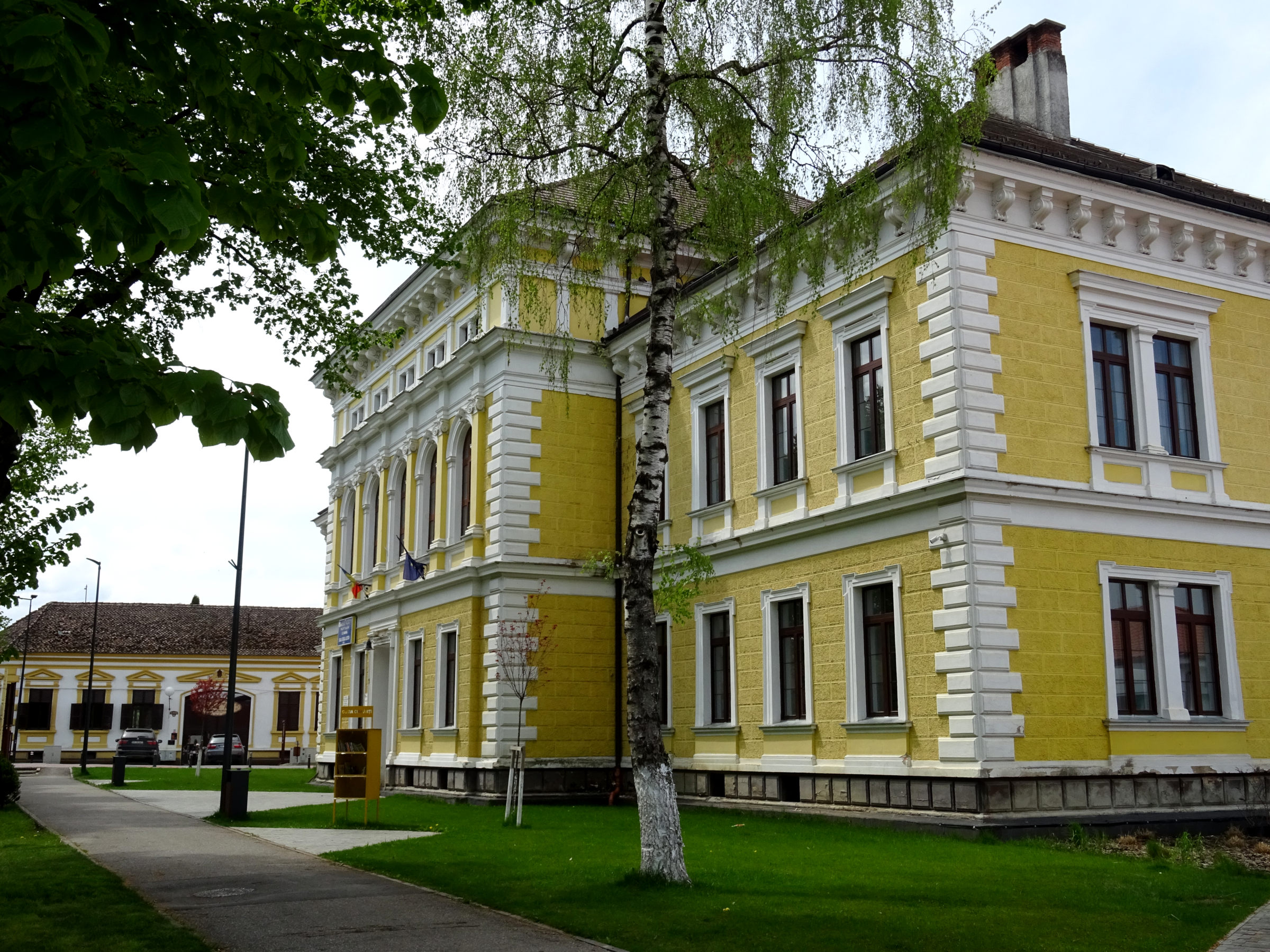
Az egykori evangélikus iskola épülete

Korai kultúrtörténetéről keveset tudunk. A Bécsi Egyetemen 1453 és 1487 között öt diák jelenik meg „de Nova Civitate” jelzővel, közülük azonban csak egyről állítható biztosan, hogy a barcasági Nova Civitasból, vagyis Keresztényfalváról származik (Bartholomaeus Lateratoris de Nova Civitate prope Coronam, 1487). Ez azt valószínűsíti, hogy a településen már a 15. században iskola működött.
1877–1879 között a központban eklektikus stílusú, kétszintes iskolaépületet emeltek a szász evangélikus iskola számára (jelenleg az épületben a helyi román tannyelvű általános iskola működik). Első román iskolaépülete 1902-ben épült, a falu északkeleti részén. 1927-ben kultúrházat, 1938-ban óvodát építettek. 1973-ban Ion Soiu (1946–1996) tanár vezetésével múzeumot alapítottak az általános iskola épületében, mely három szobában (történelem, néprajz, vallás) mutatja be Keresztényfalva és a Barcaság múltját.
Mint minden szász településen, a háztartások Keresztényfalván is szomszédságokba (Nachbarschaften) tömörültek, melynek tagjai egymással együttműködtek és egymást támogatták. 1720-ben öt, 1779-ben hét, 1834-ben kilenc szomszédságra osztották. A 20. század második felében, a közjogi viszonyok megváltozása és a szászok kivándorlása eredményeként a szomszédságoknak már csak közösségszervező szerepük maradt, és az is csak az evangélikus egyház keretében.

### Látnivalók
- Az evangélikus keresztényfalvi erődtemplom a falu központjában áll. A középkori építményből csak néhány elem maradt fenn (például a román stílusú nyugati portál), a helyén 1839–1841 között emelt új csarnoktemplom a legfiatalabb szász templomépület a Barcaságon. A széles torony előcsarnokát barcasági címerek falfestményei díszítik. Az erődítmény egy 1,5-2 méter vastag és 6–10 m magas kerítőfalból és egy kisebb, mindössze 3–4 m magas gyámfalból áll. Az egykori kilenc bástyából nyolc maradt fenn eredeti állapotában (a kapubástyát a 19. században paplakká alakították át), és feltűnő eltérő alakjuk és magasságuk. Az erőd udvarán levő fa építményeket lebontották, helyükön ma gondozott gyümölcsöskert található.[26]
- A központban megtekinthető az eklektikus stílusú, kétszintes egykori evangélikus iskola, a Christian Kertsch által tervezett neoklasszikus evangélikus parókia, és az art déco óvodaépület.[40]
- Megtekinthető az egyetlen fennmaradt kallómalom, melyet 1786-ban említenek először, és egészen 1970-ig üzemelt (str. Mărășești).[41]
- Román ortodox templomát 1795-ben emelték egy korábbi fatemplom helyén, a falu északi részén. Az építkezés fő támogatója a brassói Nicolae Ciurcu kereskedő volt. 1821-ben festette ki Nicolae Zugravu festő, Stoica Popovici pap költségén.[42]
- A falutól keletre fekszik az Új Szent Efrémnek szentelt ortodox kolostor.[43]
- A falutól délre láthatóak a százados tölgyek,[17] és a délkeletre fekvő dombokban húzódik a Nova Civitas tanösvény.[44]

## Képek

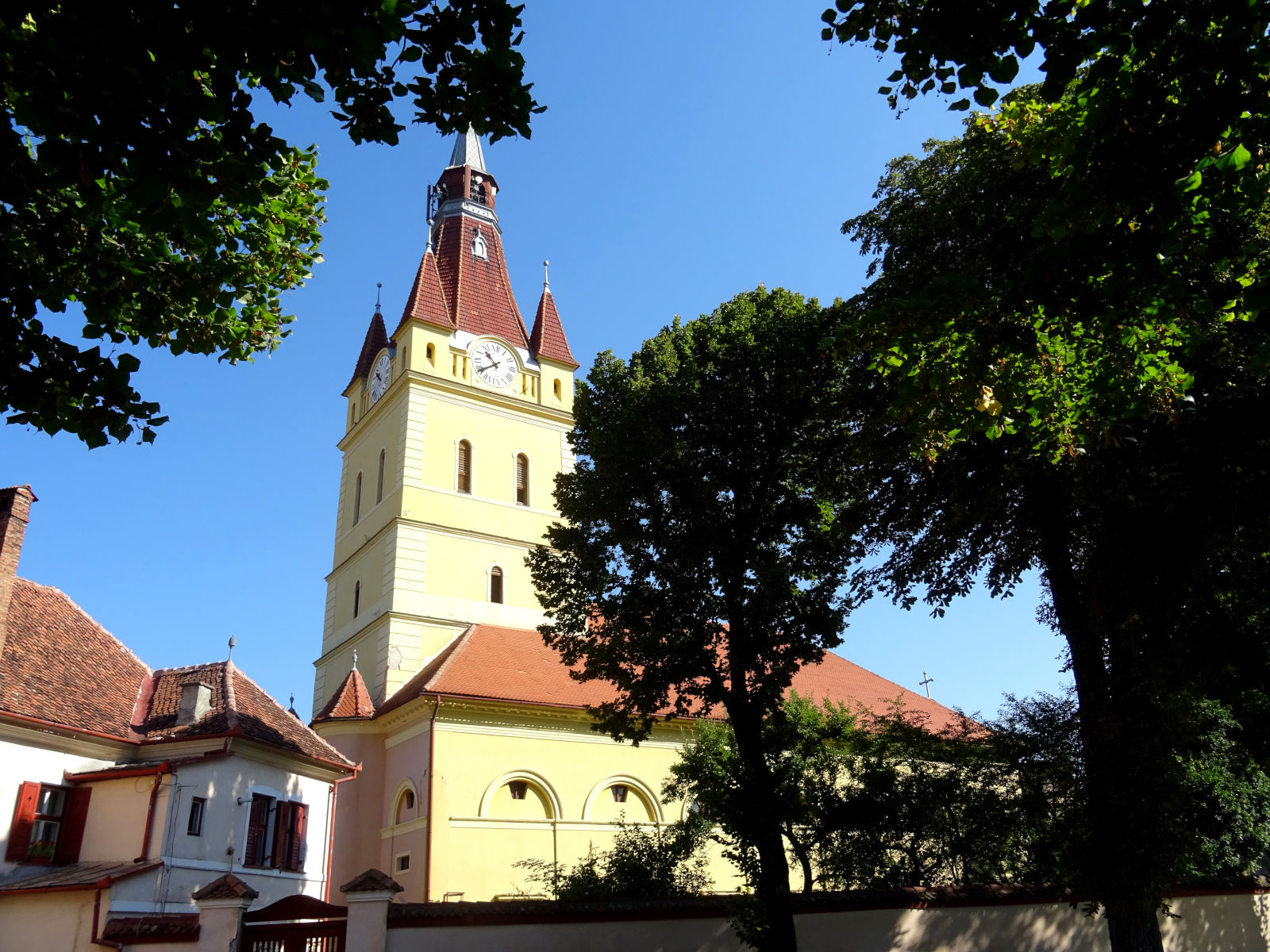
A szász erődtemplom
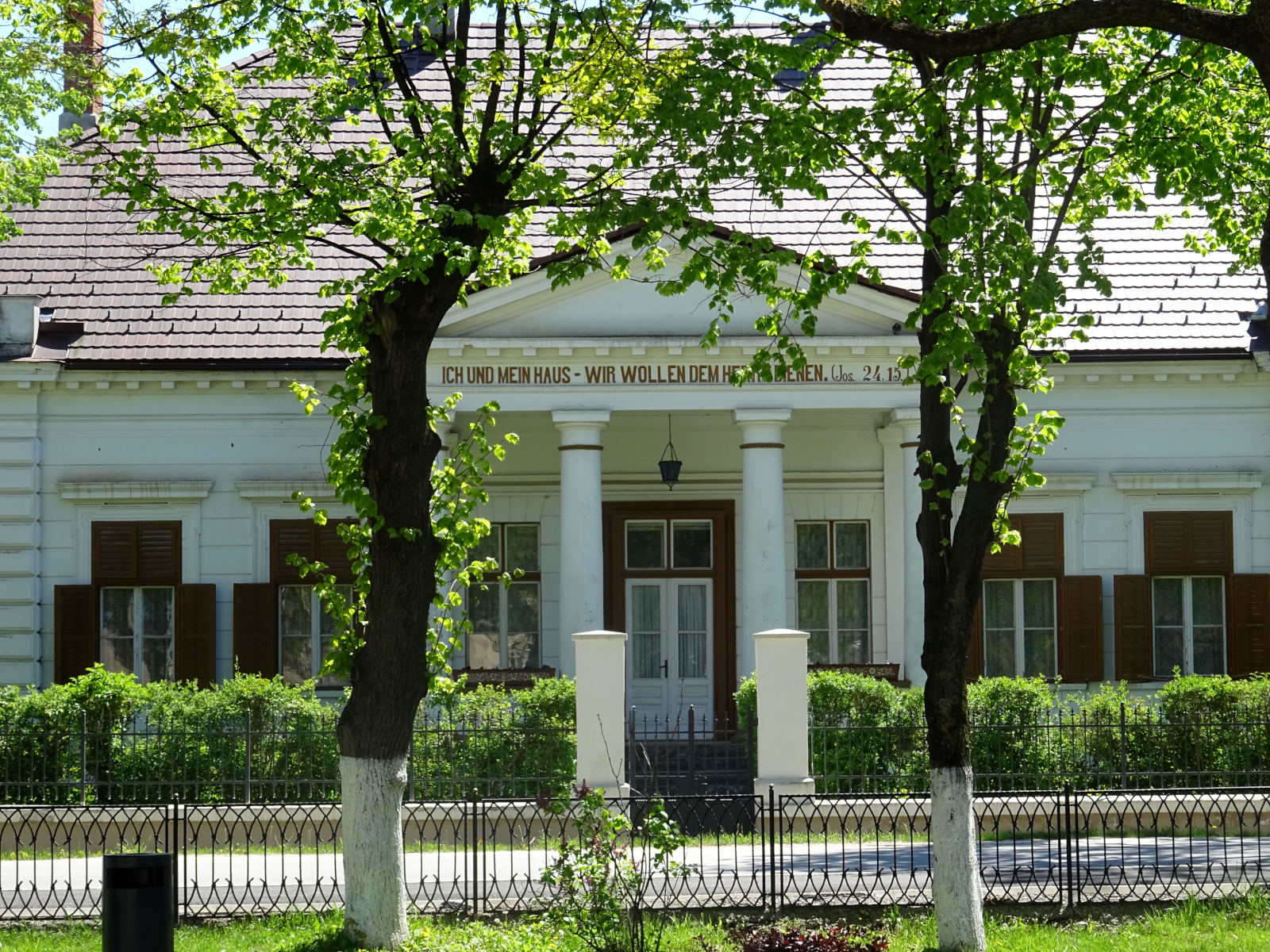
Az egykori evangélikus parókia
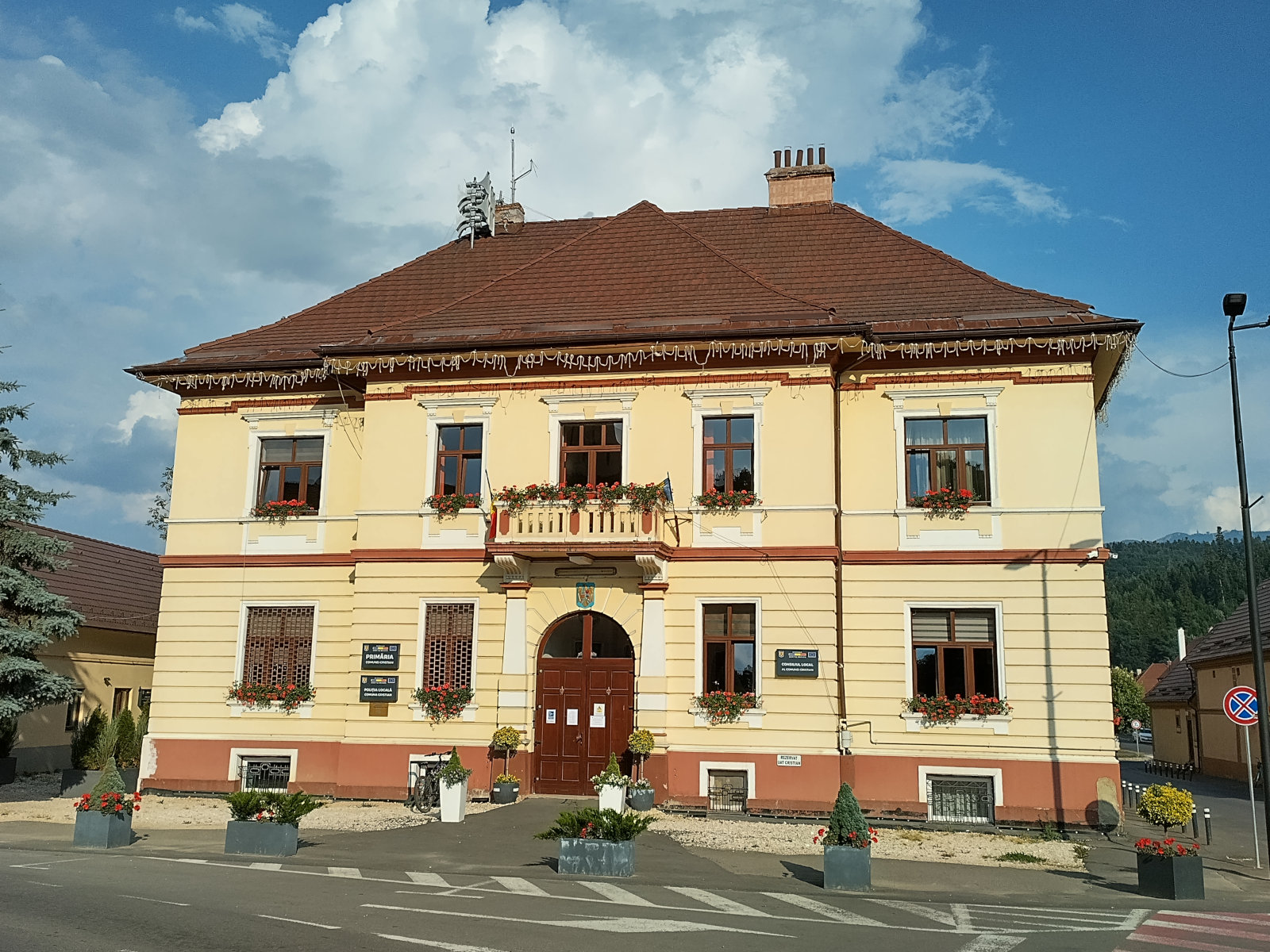
Községháza
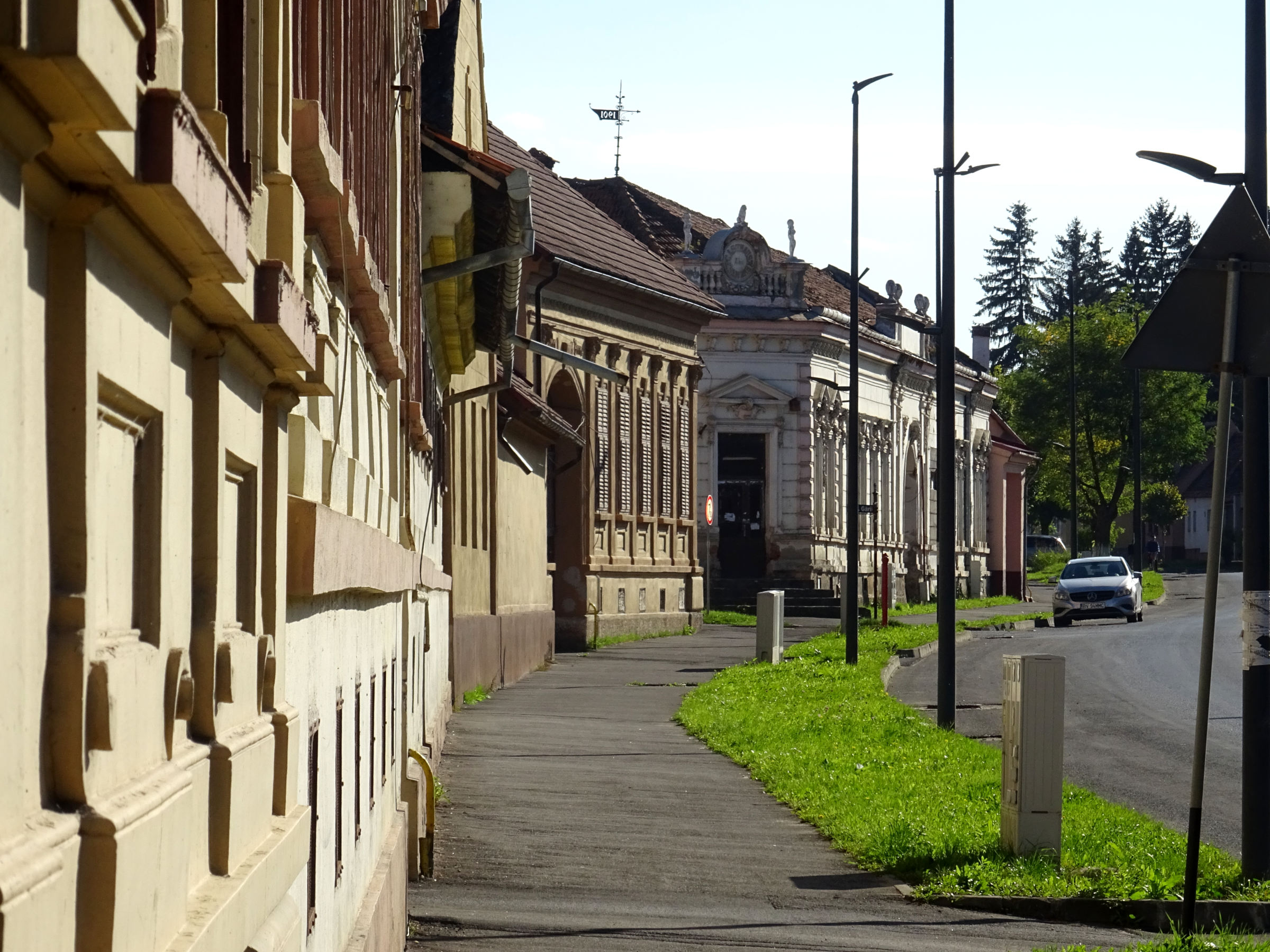
A főutca
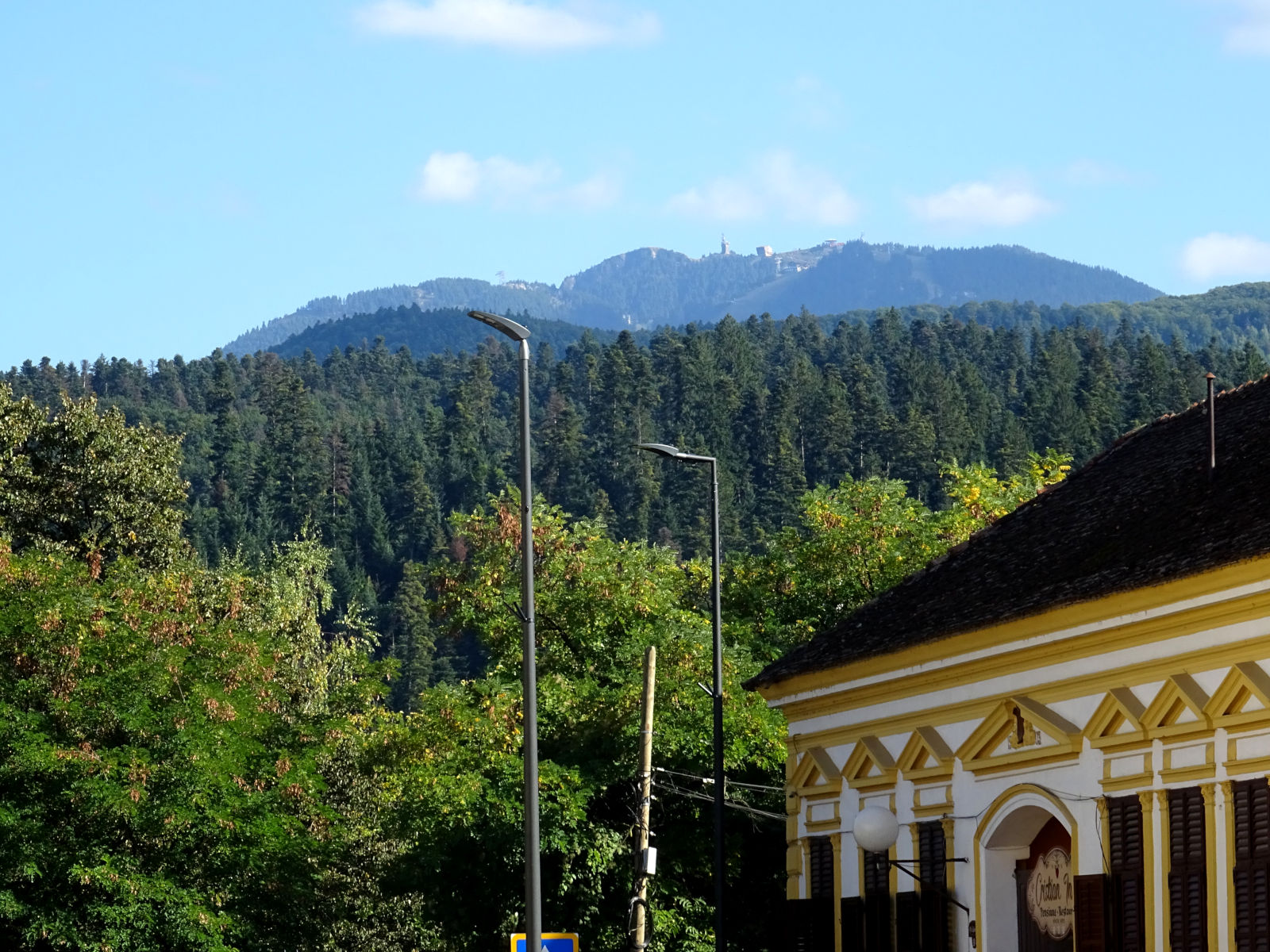
A Keresztényhavas látványa a faluból